# Servi Sulpici Camerí Cornut (cònsol 461 aC)
Servi Sulpici Camerí Cornut (llatí: Servius Sulpicius Ser. F. Ser. N. Camerinus Cornutus) va ser un magistrat romà. Formava part dels Camerí, una branca patrícia de la gens Sulpícia.
Va ser cònsol de Roma l'any 461 aC quan la lex Terentilla va ser proposada per segona vegada. La llei la va impulsar el tribú de la plebs Gai Terenci Arsa (Caius Terentius o Terentillus Arsa) i proposava d'establir un cos legislatiu de cinc membres per acordar les lleis que havien de regular l'exercici de l'imperium per part dels cònsols. Els patricis s'hi van oposar amb èxit. Quan es va decidir enviar una delegació a Grècia per comparar les lleis, Camerí va ser un dels tres delegats. Els ambaixadors van estar-se tres anys a Grècia. L'any 451 aC, al seu retorn, Camerí va ser designant membre del decemvirat.
L'any 446 aC va dirigir la cavalleria sota els cònsols Quint Capitolí Barbat i Agripa Furi Medul·lí en la gran batalla contra els volscs i eques lliurada aquell any.